# Лозувата (притока Татарки)
Лозувата, Лозовата — річка в Україні, ліва притока Татарки у Синельниківському й Новомосковському районах Дніпропетровської області. Сточище Дніпра. 
Довжина 20 км. Площа водозбірного басейну 131 км². Похил річки 2,3 м/км.
Відстань від гирла Татарки до гирла Лозуватої — 10 км.
Джерело на півночі Малої на північній межі міста Синельникового.
Над Лозуватою розташовані села Раївка, Лозуватка, Ягідне й Соколове, на півдні якого впадає до Татарки.